# محمد كرم شاه الأزهري
محمد كرم شاه الأزهري ولد في 1 يوليو 1918 و توفيا في 7 أبريل 1998 كان عالمًا إسلاميًا بالفقه الحنفي، وصوفي، وزعيمًا مسلمًا. وهو معروف بأعظم ما أبدعه تفسير ضياء القرآن في تفسير القرآن ، أي "نور القرآن في تفسير القرآن". يشار إليه عادة باسم ضياء القرآن أو ضياء القرآن . كما قام بتأليف ضياء النبي و الذي يروي حياة النبي محمد، وهو سيرة مفصلة لمحمد في سبعة مجلدات.
كان ينتمي لحركة باريلوي السنية وكان المرشد الروحي والبير للطريقة الصوفية الشيشتية .